# The Floor Below
The Floor Below è un film muto del 1918 diretto da Clarence G. Badger, tratto da una storia di Elaine Sterne Carrington. Interpretato da Mabel Normand e da Tom Moore, il film venne girato nel New Jersey. Prodotto e distribuito dalla Goldwyn Pictures Corporation, uscì nelle sale il 10 marzo 1918.
Fu considerato un film perduto finché non ne venne trovata una copia in una collezione privata olandese: restaurato dal positivo in nitrato 35 mm, fu presentato in prima mondiale nell'aprile 2007 al Dutch Biennial Film Festival.

## Trama
Patricia O'Rourke, una ragazza sveglia e piena di verve, rischia però di perdere il suo posto di lavoro al Sentinel, il giornale per cui lavora a causa del suo carattere burlone che fa infuriare un collega, vittima dei suoi scherzi. Stubbs, il caporedattore le affida allora l'incarico di andare a investigare su Hunter Mason, un milionario che sembra implicato insieme al segretario Monty Latham e alla Hope Mission, una casa di carità, in una serie di rapine misteriose.
Patricia si introduce nell'ufficio di Mason, ma questi la coglie sul fatto. Credendo che la ragazza sia una piccola criminale, l'affida alle cure di sua madre, portandosela a casa. La cosa suscita la gelosia di Louise, la fidanzata di Hunter, che si rende conto che i due stanno innamorandosi uno dell'altra. Decide così di far ricadere la colpa di un suo piccolo furto su Patricia: quando però arriva la polizia, la vera identità di Patricia viene svelata, le accuse cadono e la ragazza lascia il giornale per diventare la signora Mason.

## Produzione
Il film fu prodotto da Samuel Goldwyn per la Goldwyn Pictures Corporation. Venne girato nel New Jersey.

## Distribuzione
Distribuito dalla Goldwyn Distributing Company, uscì nelle sale cinematografiche USA il 10 marzo 1918.
Copia della pellicola viene conservata negli archivi dell'EYE Film Instituut Nederland. I diritti del film sono di pubblico dominio.

### Date di uscita
IMDb
- USA	10 marzo 1918
- Portogallo	9 luglio 1920

Alias
- O Idealista	Portogallo